# Stranger of Paradise: Final Fantasy Origin
Stranger of Paradise: Final Fantasy Origin — ролевая игра в жанре экшен из серии Final Fantasy. Разработкой занималась студия Team Ninja, входящая в состав Koei Tecmo, а изданием — компания Square Enix, приурочив выход игры к 35-летнему юбилею франшизы. Проект представляет собой приквел в альтернативной вселенной к оригинальной Final Fantasy, некогда выпущенной Square Enix для игровой системы Nintendo Entertainment System. В центре повествования — группа героев, волею судьбы оказавшихся в фантастическом мире, где им предстоит бросить вызов зловещему Хаосу. Выпуск игры состоялся в марте 2022 года для платформ Windows, PlayStation 4, PlayStation 5, Xbox One и Xbox Series X/S.

## Игровой процесс
Stranger of Paradise: Final Fantasy Origin — ролевая игра в жанре экшен, где игроки управляют главным героем Джеком, исследуя локации и сражаясь с монстрами из серии Final Fantasy. Бои проходят в реальном времени, при этом Джек может переключаться между двумя назначенными классами персонажа и использовать как физические, так и магические атаки. Когда шкала противника истощается, Джек может нанести завершающий удар, который кристаллизует врага. Это позволяет Джеку поглотить кристаллизованного противника и восстановить часть своего запаса магии.

## Сюжет
События Stranger of Paradise разворачивается в мрачной фэнтезийной интерпретации мира оригинальной игры Final Fantasy. Главный герой — Джек, человек, одержимый желанием уничтожить Хаос. Джека сопровождают соратники, среди которых новички Эш и Джед. В ходе путешествия они сталкиваются с рыцарем, принявшим роль Хаоса. Несмотря на то, что герои похожи на предсказанных Воинов Света, каждый из них сомневается в своём предназначении.
Джек прибывает в королевство Корнелия, намереваясь уничтожить Хаос и искоренить тьму, поглотившую мир. К его миссии присоединяются Эш и Джед. Трое воинов обращаются к королю с просьбой о доступе в Святилище Хаоса. Несмотря на отсутствие у них воспоминаний и неполный состав группы, что вызывает сомнения, король даёт своё разрешение. В святилище герои встречают девушку по имени Неон, которая раскрывает им истину: Хаос — не более чем миф, придуманный для объяснения природы тьмы. Неон становится четвёртым членом отряда Воинов Света. Король возлагает на группу задачу по восстановлению Кристаллов Ветра, Огня, Земли и Воды, что должно привести к спасению мира.
Следуя указаниям Астоса, правителя тёмных эльфов, Воины Света приступают к поискам кристаллов. В ходе своего путешествия они сражаются с Демонами — хранителями кристаллов: Тиамат, Личем, Марилит и Кракеном. Одержав победу над каждым из них, герои восстанавливают кристаллы и постепенно возвращают утраченные воспоминания. Во время странствий они узнают о своём истинном происхождении: они — «Чужаки», пришельцы из иного мира, неоднократно направляемые в Корнелию высокоразвитой цивилизацией Луфения для борьбы с тьмой. При этом перед каждой миссией их память стиралась. Вернувшись в Корнелию, Воины обнаруживают, что тьма лишь усилилась, а их самих обвиняют в пособничестве Хаосу. В противостоянии с Астосом раскрывается его истинная роль: он — наблюдатель от Луфении. Выясняется, что Луфения манипулирует Корнелией, намеренно распространяя тьму и перезапуская мир всякий раз, когда Чужаки терпят поражение.
Осознав масштаб контроля Луфении, Джек и его соратники вступают в тайный сговор с Астосом с целью разорвать порочный круг. После гибели Астоса Джек поглощает высвободившуюся тьму. Став свидетелем смерти принцессы Сары, к которой, как выясняется, он испытывал чувства, Джек подвергается нападению собственных друзей. Вынужденный уничтожить их, он вбирает в себя накопленную ими тьму. Трансформировавшись в воплощение Хаоса, Джек порывает с Луфенией. Его новая цель — создать условия для появления подлинных Воинов Света. Перемещённый на два тысячелетия в прошлое, где его бывшие соратники превращаются в Четырёх Демонов, Джек принимает облик Гарланда. В этом качестве он ожидает момента, когда Воины Света обретут достаточную мощь, чтобы одолеть его и тем самым освободить Корнелию от бесконечного цикла, навязанного Луфенией.
Когда истинные Воины Света прибывают, чтобы бросить вызов Джеку в бою, он с легкостью побеждает их. Затем Джек встречается с королём драконов Бахамутом и, пройдя серию испытаний, заключает с ним соглашение, которое усилит Воинов Света в будущих циклах. В одном из последующих циклов Джек снова вступает в бой с Воинами и, хотя вновь одерживает победу, обретает надежду, что их растущая сила однажды позволит им его одолеть. Позже Джек и его спутники объединяются с союзниками из других измерений для устранения оставшихся угроз его планам, таких как представитель Луфении по имени Нил и император из другой вселенной. Спустя множество циклов Воины Света наконец обретают достаточную силу, чтобы победить Джека и вернуть свет в Корнелию, окончательно разрывая порочный круг.

## Разработка
Stranger of Paradise — результат сотрудничества компании Square Enix, создавшей серию Final Fantasy, и Team Ninja, подразделения Koei Tecmo. Разработкой руководили Дайсукэ Иноуэ (Square Enix), Хироя Усуда и Нобумити Кумабэ (Team Ninja). Продюсерами выступили Дзин Фудзивара (Square Enix) и Фумихико Ясуда (Team Ninja). Сценарий написан Кадзусигэ Нодзимой, фрилансером из Stellavista Ltd. Тэцуя Номура, ветеран Square Enix, создал оригинальную концепцию, разработал дизайн персонажей и занял должность креативного продюсера. Музыкальное сопровождение создано Наоси Мидзутой при участии Хидэнори Ивасаки и Рё Ямадзаки.
Концепция игры зародилась у Номуры после завершения работы над Dissidia 012 Final Fantasy. Первоначально он задумывал игру, ориентированную на экшн и захват территорий. Позже, разрабатывая новую идею для серии Final Fantasy, Номура объединил этот концепт с идеей серии игр о Гарланде, антагонисте оригинальной Final Fantasy, представив его в роли немолодого разгневанного протагониста. Из-за нетипичного для серии тона Номура изначально рассматривал проект как самостоятельную игру, но Иноуэ и Фудзивара настояли на её включении во вселенную Final Fantasy.
Целью разработки Stranger of Paradise было создание более зрелой и «жёсткой» версии Final Fantasy, которая отличалась бы от остальной части франшизы, сохраняя при этом связи с ней. Игровой процесс разрабатывался с учётом стиля команды Team Ninja, ориентированного на сложные боевые системы. Ранее Team Ninja сотрудничала с Square Enix при создании Dissidia Final Fantasy NT. Система профессий, характерная для серии Final Fantasy, была вдохновлена системой из Final Fantasy V. По словам Иноуэ, в Stranger of Paradise представлено больше профессий, чем в упомянутой игре. Проект сочетает систему профессий с элементами игрового процесса в стиле Souls-игр. Дизайн уровней намеренно имитировал или отсылал к другим номерным частям серии. Например, лесистая заболоченная местность была создана под впечатлением от локации Санлет из Final Fantasy XIII.
Stranger of Paradise было решено сделать не ремейком первой части Final Fantasy, а игрой с новым сюжетом, вдохновленным оригиналом. Основное внимание уделялось исследованию роли и целей Воинов Света. В отличие от светлых кристаллов, характерных для большей части серии, красные кристаллы и элементы оформления цвета крови подчеркивали более мрачный тон игры. Нодзима выделил фразу «Это не надежда и не мечта. Это как голод. Жажда» как ключевую для понимания сюжета. Подзаголовок игры имеет двойной смысл: партия буквально является чужаками в игровом мире и нежеланными гостями в «раю» игры. На вопрос, является ли история приквелом к первой Final Fantasy, Нодзима ответил, что лично считает игру приквелом, но оставляет интерпретацию на усмотрение игроков. Принцессу Сару разработал Роберто Феррари, опираясь на дизайн персонажа из оригинальной игры. Ключевые иллюстрации создал отдел Image Studio компании Square Enix под руководством Номуры.

## Продажи
В Японии Stranger of Paradise: Final Fantasy Origin было продано 46 849 физических единиц за неделю запуска, а версия для PlayStation 4 была продана 28 944 физическими копиями, что сделало её самой продаваемой розничной игрой недели в стране. Версия для PlayStation 5 стала четвёртой самой продаваемой розничной игрой в Японии за ту же неделю: было продано 17 905 копий. В течение месяца запуска в Японии было продано более 57 000 физических единиц, при этом версия для PS4 была продана более 36 000 единиц и вошла в десятку самых продаваемых игр месяца.
В Соединенных Штатах Stranger of Paradise вошла в десятку самых продаваемых игр марта 2022 года в месяц своего запуска. В Соединенном Королевстве это была восьмая самая продаваемая игра за неделю её запуска.